# Radomir Naumov

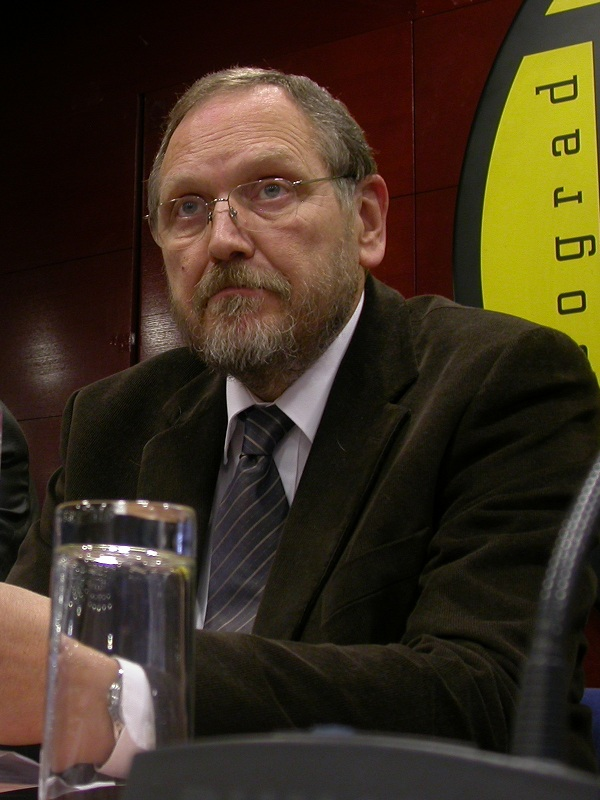
Radomir Naumov bei einer Versammlung im Medienzentrum Belgrad (2007)

Radomir Naumov (* 12. Mai 1946 in Čoka, Vojvodina, Jugoslawien; † 22. Mai 2015 in Belgrad) war ein serbischer Politiker der Demokratischen Partei Serbiens DSS (Demokratska stranka Srbije), der zwischen 2004 und 2007 Minister für Bergbau und Energie in der ersten Regierung sowie von 2007 bis 2008 Religionsminister in der zweiten Regierung von Ministerpräsident Vojislav Koštunica war.

## Leben
Naumov absolvierte nach dem Schulbesuch ein Studium der Elektrotechnik an der Universität Belgrad und war nach dessen Abschluss als Ingenieur Leitender Mitarbeiter am Elektrotechnischen Institut Nikola Tesla sowie zuletzt von 1992 bis 1999 dessen Generaldirektor. Danach übernahm er eine Professur an der Technischen Hochschule in Bor und war daneben Vorstandsvorsitzender des Energieversorgungsunternehmens EPS (Elektroprivreda Srbije) sowie des Kraftwerkes von Belgrad.
Zugleich engagierte er sich in Fachorganisationen und war nicht nur Präsident der jugoslawischen Delegation beim Internationalen Rat für große elektronische Netze Cigré (Conseil International des Grands Reseaux Électriques) und Vorsitzender sowie Mitglied verschiedener Fachausschüsse der Bundesanstalt für Normwesen, sondern seit 1993 auch Vizepräsident der Gesellschaft für die Verbreitung der wissenschaftlichen Erkenntnisse von Nikola Tesla. Ferner verfasste Naumov zahlreiche Fachaufsätze zu elektrotechnischen Themen.
Naumov, der bis 2004 Mitglied der Nationalversammlung von Serbien war, fungierte als Vorsitzender der Demokratischen Partei Serbiens DSS (Demokratska stranka Srbije) in Belgrad.
Er wurde am 3. März 2004 als Nachfolger von Kori Udovički von Ministerpräsident Vojislav Koštunica zum Minister für Bergbau und Energie in dessen erste Regierung berufen. Im Rahmen einer Kabinettsumbildung wurde Naumov am 15. Mai 2007 als Nachfolger von Milan Radulović zum Religionsminister in die zweite Regierung Koštunica berufen, während Aleksandar Popović sein Nachfolger als Minister für Bergbau und Energie wurde. Er gehörte der zweiten Regierung Koštunicas bis zum Ende von dessen Amtszeit am 7. Juli 2008 an und wurde danach von Bogoljub Šijaković abgelöst, der das Amt des Religionsministers in der Regierung von Ministerpräsident Mirko Cvetković übernahm.
Ende 2014 wurde Naumov vom Bischof der Patriarchen der Serbisch-Orthodoxen Kirche Irinej das Offizierskreuz des St.-Sava-Orden verliehen.